# Исла, Хосе Франсиско де
Хосе́ Франси́ско де И́сла (исп. José Francisco de Isla; 1703—1781) — испанский иезуит-сатирик.
Его «Juventud Triunfante» (1724) и «Gran Dia de Navarra» (1746) — тонкая сатира на празднества в Саламанке и Памплоне. Его проповеди («Sermones», 1729—1754) отличались чистотой и правильностью слога и явились благодаря этому живым протестом против упадка и вульгарности слога школы «культистов».
Лучшее произведение Ислы, «История знаменитого проповедника, брата Герундия де Кампасас» («Historia del famoso Predicator, Fray Gerundio de Campazas», ч. I - 1758) — сатирический роман, имевший огромный успех, но одновременно принесший автору множество врагов. Инквизиция выразила Исла порицание и запретила его книгу. Запрет, впрочем, был скорее номинальным, так как фактически «Fray Gerundio» бойко расходился; в 1772 году в Лондоне был опубликован его перевод на английский язык.
Изгнание в 1763 году иезуитов из Испании сильно потрясло Исла. Он уехал на Корсику, затем в Болонью; тут он издал 2 и 3 части «Fray Gerundio» и написал поэму «Ciceron». Уже после его смерти, в 1787 году, был напечатан наделавший много шума его перевод «Жиль Блаза». Исла утверждал, что настоящий автор «Жиль Блаза» — один андалусский адвокат, который будто бы передал свою рукопись Лесажу. Это утверждение стало причиной долгих споров, окончившихся признанием оригинальности французского произведения.